# Фидлер, Кристиан
Кристиа́н Фи́длер (нем. Christian Fiedler; 27 марта 1975, Западный Берлин) — немецкий футболист, вратарь. Ныне является тренером вратарей клуба «Гройтер».

## Карьера
Попал в основной состав «Герты» в сезоне 1994/95, где сразу же стал основным игроком. Дебютировал в Бундеслиге 3 августа 1997 года в матче против дортмундской «Боруссии». До сезона 2001/02 являлся вторым вратарём команды после венгерского вратаря Габора Кирая. В том сезоне Габор получил травму и Кристиану на несколько месяцев выпало стать первым номером «Герты». В сезоне 2003/04 команду возглавил Ханс Майер, при котором Фидлер закрепился в основном составе и играл в нём до 2007 года, когда на место основного вратаря был куплен чех Ярослав Дробный.
В августе 2008 года в товарищеском матче против «Ньюкасла» порвал крестообразные связки и выбыл на год.. В 2009 году завершил карьеру и стал тренером вратарей «Герты».

## Достижения
- Бронзовый призёр Бундеслиги сезона 1998/99
- Обладатель Кубка немецкой лиги (2001, 2002)
- Финалист Кубка немецкой лиги (2000)